# Djamaat Xaria
Wilaya Daguestan (en rus: Вилайят Дагестан) abans conegut com a Djamaat Xaria, fou una organització gihadista islamista amb seu a Daguestan i forma part de l'Emirat del Caucas. El grup està estretament relacionat amb els conflictes separatistes a les repúbliques veïnes del Caucas del Nord; Txetxènia i Ingúixia, fou creat durant la Segona Guerra de Txetxènia a favor de la independència del Daguestan com a estat islàmic (Xaria).